# ثلاثي الفلوريدين
ثلاثي الفلوريدين (بالإنجليزية: Trifluridine)‏ هو دواء يُستعمل في علاج:
- هربس[8]
- التهاب القرنية بفيروس الهربس البسيط[8]

## دوره
يلعب هذا الدواء دورًا في علاج الأمراض كونه:
- مثبط الحمض النووي
- مضاد المئيضة